# Presse (marine)
 (mai 2015).
Si vous disposez d'ouvrages ou d'articles de référence ou si vous connaissez des sites web de qualité traitant du thème abordé ici, merci de compléter l'article en donnant les références utiles à sa vérifiabilité et en les liant à la section « Notes et références ».
Pour les articles homonymes, voir presse.

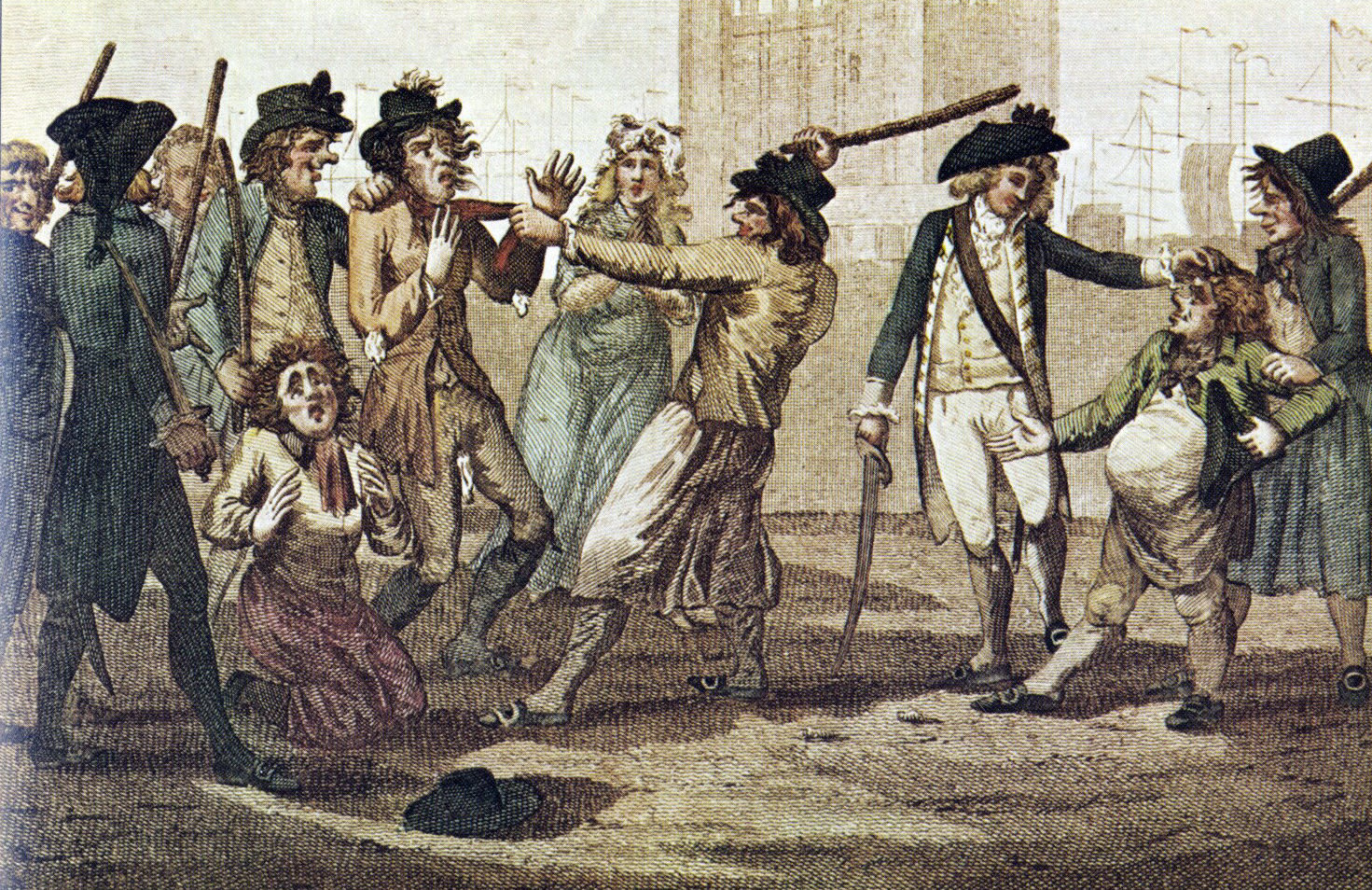
Les hommes de la presse, caricature britannique des années 1780.

La « presse » était un système de conscription, utilisé notamment au Royaume-Uni, qui consistait en l'enrôlement de force, brutal et sans préavis, de civils afin de servir sous les armes. 

## Au Royaume-Uni
Elle a été utilisée en temps de guerre par la Royal Navy à partir de 1664, pendant le XVIIIe siècle et au début du XIXe siècle, afin de procurer des équipages aux navires de guerre. La pratique en fut légalisée au temps d'Édouard Ier d'Angleterre. La Royal Navy recruta ainsi de force nombre de marins issus de la marine marchande. On se saisissait d'individus âgés de 18 à 45 ans dont la tenue faisait supposer qu'il s'agît de matelots ; mais parfois, on embarquait même le premier venu. La presse, extrêmement répandue, apparaît à plusieurs reprises dans la littérature britannique, en particulier dans le roman populaire Les Aventures de Roderick Random de Tobias Smollett (1748), dont le héros est victime de la « presse ».
Ce système était violemment critiqué par ceux qui l'estimaient contraire à la Constitution britannique ; cependant, à la différence de nombre de ses rivaux sur le Continent, la Grande-Bretagne ne pratiquait pas la conscription dans les autres armes, en dehors d'un bref usage de la presse dans l'armée de 1778 à 1780. Bien que le public en général fût opposé à la conscription, le système de la presse fut plusieurs fois validé par les tribunaux, car jugé indispensable pour renforcer la marine, et donc à la survie du royaume.
Selon le livre de Nathan Miller paru en 1974, Sea of Glory, la presse fut une des causes principales de tension entre la Grande-Bretagne et les Colonies américaines, qui conduisit à la guerre d'indépendance des États-Unis. Par ailleurs, l'enrôlement forcé de marins de navires américains provoqua des frictions sérieuses entre la Grande-Bretagne et les États-Unis dans les années qui précédèrent la guerre anglo-américaine de 1812. Après la chute de Napoléon en 1814, le Royaume-Uni met un terme définitif à la pratique.

## En France
Ce système très abusif fut aussi appliqué par le royaume de France, mais dans une moindre mesure, ne serait-ce que parce que la flotte française était plus petite au début du XVIIe siècle. Avec Louis XIV et Colbert, le gouvernement royal, qui veut abandonner la presse, met en place un système d'enregistrement des marins pour les appeler au service en cas de besoin. Cependant, les matelots étaient réticents à se laisser recenser et beaucoup ne répondaient pas à l'appel. La presse ne disparut pas totalement au XVIIe siècle, en particulier en temps de guerre, car l'armement des grandes escadres de Louis XIV nécessitait beaucoup d'hommes.
On retrouve cette pratique en Indochine au cours de la Première Guerre mondiale, pour recruter de la main-d’œuvre en masse pour l'industrie française.

### Source
- (en) Cet article est partiellement ou en totalité issu de l’article de Wikipédia en anglais intitulé « Impressment » (voir la liste des auteurs).